# Chiesa di San Gottardo (Tiglieto)
La chiesa di San Gottardo è un luogo di culto cattolico situato nella frazione di Acquabuona, in via San Gottardo, nel comune di Tiglieto nella città metropolitana di Genova.

## Storia e descrizione
Secondo alcune fonti cartacee, supportate inoltre da una documentata visita pastorale di monsignor Guido Gozzano del 5 settembre 1699, la primitiva edificazione della chiesa potrebbe essere antecedente il XVII secolo. L'edificio religioso subì la totale demolizione nel corso della violenta alluvione del 13 agosto 1935 dove, tra l'altro, cedette il bacino artificiale del lago di Ortiglieto.
A partire dal 7 agosto del 1949 gli abitanti della frazione riedificarono nuovamente la chiesa, che il 20 agosto del 1950 fu solennemente consacrata. Nuovi lavori sono stati avviati recentemente - tra il 1998 e il 1999 - per la conservazione e recupero della struttura.